# Marko Feingold
Marko M. Feingold (Banská Bystrica, 28 maggio 1913 – Salisburgo, 19 settembre 2019) è stato un imprenditore austriaco.
Era un superstite dell'Olocausto austriaco, presidente della comunità ebraica di Salisburgo, oltre che responsabile della sinagoga di Salisburgo

## Biografia
Marko Feingold  era nato nell'allora Austria Ungheria in una cittadina ora parte dell'odierna Slovacchia, ed era cresciuto nel quartiere di Leopoldstadt a Vienna. Dopo essersi formato in affari, aveva trovato lavoro a Vienna, ma avendolo poi perso aveva viaggiato con suo fratello, Ernst, in Italia. Nel 1938 fu arrestato a Vienna durante una breve visita. All'inizio fuggì a Praga, da dove fu espulso in Polonia e tornò a Praga con documenti falsi. Nel 1939 fu nuovamente arrestato e deportato nel campo di concentramento di Auschwitz. Fu anche imprigionato nei campi di concentramento di Neuengamme e Dachau e infine nel campo di concentramento di Buchenwald nel 1941, dove rimase fino alla sua liberazione nel 1945.
Tra il 1945 e il 1948, aiutò i sopravvissuti ebrei che vivevano nei campi profughi di Salisburgo e organizzò, con l'organizzazione di rifugiati ebrei Berihah, l'emigrazione degli ebrei dall'Europa centrale e orientale alla Palestina salvandone 100.000 accompagnandoli fino al passo del Brennero fino al 1947 e poi alla Forcella del Picco fino alla nascita di Israele. Nel 1948 acquistò un negozio di abbigliamento, il "Wiener Mode". 
Tra il 1946 e il 1947 Feingold fu per un breve periodo presidente della comunità ebraica di Salisburgo. Poco dopo il suo ritiro nel 1977, divenne vice presidente e poi, nel 1979, presidente della comunità ebraica ancora una volta. Dopo il suo ritiro, tenne molte conferenze sul suo periodo nei campi di concentramento, l'Olocausto e l'ebraismo. Feingold festeggiò il suo 105º compleanno nel maggio 2018.

## Riconoscimenti
- Lettera civile della città di Salisburgo - 1985
- Medaglia dello Stemma della città di Salisburgo in oro - 1988
- Croce d'oro al merito dello stato federale di Salisburgo - 1988
- Consigliere onorifico della città di Salisburgo - 1991
- Coppa onoraria di Salisburgo - 1993
- Medaglia d'oro d'onore del Distretto di Salisburgo - 1998
- Anello della città di Salisburgo - 2003
- Cittadino onorario di Salisburgo - 2008
- Kurt Schubert Memorial Award - 2010
- Anello d'oro d'Onore dell'Università di Salisburgo - 2012
- Membro dell'Accademia europea delle scienze e delle arti